# Notação posicional
É um modo de representação numérica na qual o valor de cada algarismo depende da sua posição relativa na composição do número. O valor do número é a soma de cada algarismo que o compõe, considerando a posição em que ele se encontra. Um número x pode ser representado num sistema de base b conforme o polinômio:
{\displaystyle x=d_{n-1}b^{n-1}+d_{n-2}b^{n-2}+\cdots +d_{1}b^{1}+d_{0}b^{0}+d_{-1}b^{-1}+d_{-2}b^{-2}+\cdots +d_{-m}b^{-m}}
Onde n é a quantidade de dígitos inteiros e m a quantidade de dígitos fracionários, sendo n-1 o dígito mais significativo e -m o menos significativo e dj são os dígitos ou algarismos que compõem a representação do número  x. Na representação posicional usual, o número x é representado em base b pelos algarismos concatenados da seguinte forma:
{\displaystyle x=\left(d_{n-1}d_{n-2}\cdots d_{1}d_{0},d_{-1}+d_{-2}\cdots d_{-m}\right)_{b}}
Quando b=10, a indicação da base é usualmente suprimida.
O sistema mais utilizado é o sistema decimal, em que a base é 10 e utiliza-se os algarismos de 0 a 9. Outros sistemas bastante utilizados são o binário ou de base 2, que tem como algarismos os números 0 e 1 e o hexadecimal, que possui base 16 e utiliza os dígitos de 0 a 9 e as letras de A a F. Assim, o número x=10 pode ser escrito em binário como x=10102 e em hexadecimal como x=A16.
A base de um sistema de numeração posicional é o número de algarismos diferentes que podem ser utilizados para representar os números.

## História
Atualmente, o sistema decimal (ou na base 10), que é provavelmente motivado pela contagem com os dez dedos, é o mais utilizado mundialmente. No passado, outras bases eram utilizadas e algumas delas ainda são utilizadas nos dias de hoje. Por exemplo, o sistema numeral babilônico era o sexagesimal (base 60). A maioria dos ábacos era utilizada para representar números em um sistema de notação posicional, mas faltava um valor real para o zero, que era indicado como um espaço entre os números sexagesimais (por exemplo, para diferenciar o 52 do 502, eles escreviam algo como 5_2.). Em 300 aC, um símbolo de pontuação (duas cunhas inclinadas (//)) foi optada pelo sistema babilônico para representar esse espaço vazio que indicava que naquela posição não havia nenhum algarismo. Em uma tábua de pedra de 700 aC desenterrada em Kish, o escriba Bel-Ban Aplu escreveu seus zeros com três ganchos , ao invés de duas cunhas inclinadas.  O espaço vazio utilizado pelos  babilônicos não pode ser considerado um zero real, pois além de não ser utilizado sozinho, também não era utilizado no final dos números. Assim, números como 2 e 120 (2x60), 3 e 180 (3x60), 4 e 240 (4x60), pareciam o mesmo pois faltava o espaço vazio sexagesimal no final dos maiores números. Eles eram diferenciados apenas pelo contexto em que se aplicavam. Alguns consideram o zero como sendo uma das maiores invenções da humanidade, pois abriu espaço para a criação de todas as operações matemáticas que são conhecidas atualmente.

Antes da notação posicional ser definida como padrão, sistemas aditivos simples, como os  números Romanos, eram usados. Na Roma antiga e na Idade Média, ábacos eram utilizados para fazer cálculos.

Ao utilizar o ábaco para fazer operações aritméticas, o inicio, o desenvolvimento e o resultado final do cálculo, poderiam facilmente ser feitos pelo simples sistema de adições em cada posição ou coluna. Esta abordagem não exigia memorização de tabelas e reproduziam resultados práticos rapidamente. Por quatro séculos (do 13 ao 16), havia uma forte discordância entre os que desejavam adotar o sistema de notação posicional para representação numérica e aqueles que queriam continuar utilizando o sistema aditivo simples dos ábacos.  Apesar das calculadoras eletrônicas terem substituído amplamente os ábacos, estes ainda são utilizados no Japão e em outros países asiáticos.

Em “História Universal dos algarismos”, Georges Ifrah concluiu: “Então isto pode parecer muito provável, sob as circunstâncias que a descoberta do zero e da criação do sistema de notação posicional foram invenções exclusivas da civilização Indiana. Como a notação Brahmi dos nove primeiros números inteiros são originários da Índia e livre de influências externas, não há dúvidas que o sistema decimal de notação posicional foi criado e desenvolvido apenas pela civilização indiana”.

Aryabhata apresentou "sthānam sthānam daśa guṇam" que significa “De posição em posição, cada um vale dez vezes a posição anterior” e astrônomos indianos também desenvolveram o sistema Sânscrito de posição para descrever fenômenos astronômicos ou algoritmos utilizando sutras poéticos. Um argumento chave contra o sistema de notação posicional é por ser facilmente sucessível a fraudes, apenas colocando um novo dígito no início ou no final do número (por exemplo, transformando: 100 em 5100 ou 100 em 1000).  Cheques modernos exigem a linguagem escrita para expressar quantidades, além do uso do sistema decimal, para evitar tais fraudes.

## Sistemas de Numeração

### Sistema Decimal
O sistema decimal, ou base 10, utiliza dez algarismos para designar quantidades: 0, 1, 2, 3, 4, 5, 6, 7, 8 e 9. Para determinar a quantidade representada por um algarismo num número decimal, basta multiplica-lo por uma potência de 10, com expoente igual a posição ocupada por este algarismo. No sistema decimal, as posições não numeradas da seguinte forma:
{\displaystyle d_{n-1}d_{n-2}\cdots d_{1}d_{0},d_{-1}d_{-2}\cdots d_{-m}}
Onde n é a quantidade de dígitos inteiros e m a quantidade de dígitos fracionários.
Exemplos
- 321 = 3*10^2 + 2*10^1 + 1*10^0 = 300 + 20 + 1 = 321
- 65,43 = 6*10^1 + 5*10^0 + 4*10^-1 + 3*10^-2 =60 + 5 + 0,4 +0,03 = 65,43

### Sistema Binário
O sistema binário, ou base 2, utiliza apenas dois algarismos para designar quantidades: 0 e 1. Devido a essa característica, o sistema binário é amplamente utilizado em computadores, pois pode ser representado através da presença/ausência de tensão ou corrente elétrica. Em linguagem computacional, um dígito binário é um Bit (BInary digiT) e 8 dígitos juntos é chamando de BYTE (BinarY TErm).

#### Binário com sinal
A fim de representar o sinal (positivo ou negativo) de um número binário, deve-se acrescentar um bit na posição mais à esquerda, chamado de bit de sinal. Na convenção comum, um 0 no bit de sinal representa um número positivo, enquanto que um 1 representa um número negativo. Os demais números representam a magnitude do número, que correspondem a forma binária direta. Esta representação é importante para efetuar operações, que dependem do sinal. 
Outra forma de representar números binários com sinal é através do sistema de complemento de 1 e do sistema de complemento de 2, descritos a seguir:
Complemento de 1Este sistema consiste na substituição de cada 0 por 1 e vice-versa, caso o número seja negativo. Se o número for positivo, ele não é alterado.
Complemento de 2Para obter um binário negativo na forma de complemento de 2, primeiramente o complemento de 1 deve ser obtido e, então, deve-se somar 1 ao resultado. Como o número é negativo, adiciona-se o número um no bit de sinal. Os binários positivos permanecem iguais, sendo somente adicionado um 0 na posição do bit de sinal. 

O sistema de complemento de 2 é conveniente pois possibilita que a soma e a subtração de dois números seja feita sem que seja necessário observar o sinal deles. 

### Sistema Octal
O sistema de numeração octal, ou de base oito, pode ser utilizado no trabalho com computadores digitais como uma alternativa ao sistema binário. Os dígitos de 0 a 7 podem formar os números desse sistema. No sistema octal, as posições dos dígitos têm pesos diferentes, da seguinte maneira:
{\displaystyle 8^{n-1}8^{n-2}\cdots 8^{1}8^{0},8^{-1}8^{-2}\cdots 8^{-m}}

### Sistema Hexadecimal
Assim como o binário e o octal, o sistema de numeração hexadecimal, ou de base 16, também é utilizado na informática, podendo representar os números binários de uma maneira mais compacta e menos propensa a erros. Esse sistema possui 16 símbolos, sendo os 10 primeiros os números de 0 a 9 e os outros 6 as letras de A a F, que equivalem aos números decimais de 10 a 15. 
A tabela abaixo representa as relações entre os dígitos dos sistemas hexadecimal, decimal e binário.
| Hexadecimal | Decimal | Binário |
| ----------- | ------- | ------- |
| 0           | 0       | 0000    |
| 1           | 1       | 0001    |
| 2           | 2       | 0010    |
| 3           | 3       | 0011    |
| 4           | 4       | 0100    |
| 5           | 5       | 0101    |
| 6           | 6       | 0110    |
| 7           | 7       | 0111    |
| 8           | 8       | 1000    |
| 9           | 9       | 1001    |
| A           | 10      | 1010    |
| B           | 11      | 1011    |
| C           | 12      | 1100    |
| D           | 13      | 1101    |
| E           | 14      | 1110    |
| F           | 15      | 1111    |

## Conversão entre bases
A conversão entre bases é importante, pois cada uma das bases possuem diferentes aplicações. No dia-a-dia, a base decimal é utilizada para expressar quantidades e executar operações. Já em sistemas digitais (computadores e calculadoras), utiliza-se o sistema binário para executar operações. Como a entrada e saída de dados é em decimal, o sistema realiza internamente um mudança de base para realizar a operação e depois para apresentar o resultado.
Em geral, utiliza-se para conversão de bases os métodos abaixo:*
1. Para converter números de outros sistemas (binário, octal ou hexadecimal) para o sistema decimal, deve-se somar os pesos de cada dígito.
2. Para converter um número decimal para outro sistema, utiliza-se o método das divisões sucessivas pela base de interesse (2, se for binário; 8, se for octal; 16, se for hexadecimal) e o resultado é dado pelos restos das divisões no sentido da última divisão para a primeira.
3. Para converter de binário para octal ou hexadecimal, deve-se agrupar os dígitos em grupos de 3(se for para octal) ou 4 bits (para hexadecimal) e substituir pelos seus equivalentes. O processo inverso é feito para converter números octais e hexadecimais em binários.
4. Para conversões entre octais e hexadecimais, eles devem ser primeiramente convertidos em binários para, então, serem convertidos no sistema desejado.[1]